# كريستوفر كليفورد
كريستوفر كليفورد (5 يوليو 1942 - ) (بالإنجليزية: Christopher Clifford)‏ هو لاعب كريكت بريطاني.